# Sedum apoleipon
Sedum apoleipon är en fetbladsväxtart som beskrevs av H. 't Hart. Sedum apoleipon ingår i Fetknoppssläktet som ingår i familjen fetbladsväxter. Inga underarter finns listade i Catalogue of Life.